# Le Petit Bol de lait dans le ciel
Le Petit Bol de lait dans le ciel (Titre original : Kitten's First Full Moon) est un livre pour enfant écrit et illustré par Kevin Henkes, publié en 2004 et lauréat de la médaille Caldecott. Le livre raconte l'histoire d'un chaton femelle, nommé Minou, qui n'a jamais vu la lune de sa vie, et qui prend celle-ci pour un bol de lait la première fois qu'il la découvre. Il étire la langue et saute aussi haut qu'il peut dans l'espoir de laper le lait, et se trouve frustré de ne pouvoir l'atteindre.
Les illustrations de l'album sont en noir et blanc. L'idée originale du livre provient d'une phrase d'une précédente œuvre moins connue de Kevin Henkes, « The cat thought the moon was a bowl of milk » (Le chat pensa que la lune était un bol de lait), que l'auteur décida de progressivement développer, jusqu'à en faire un album.